# ألبرت أغيلا
ألبرت أغيلا إي لالانا (ولد في 9 أغسطس 1970) هو مدرب كرة قدم إسباني ولاعب سابق لعب بشكل أساسي كمهاجم.

## مسيرة اللعب
مولود في ألماكيليس, ليدا، كاتالونيا، انضم ألبرت إلى ريال مدريد'س لا فابريكا في سن الرابعة في 13 يناير 1988، قبل أن يظهر مع الفريق الاحتياطي، ظهر لأول مرة مع الفريق الأول عندما دخل كبديل متأخر لباكو يورينتي في خسارة خارج أرضه في كأس ملك إسبانيا 3-2 أمام نادي ساباديل.
ظهر ألبرت لأول مرة في الدوري الأسباني في 18 يونيو 1989، ليحل محل بيرند شوستر في الفوز 3–1 خارج أرضه على إلتشي. في يونيو 1990، بعد أن أثبت نفسه كلاعب أساسي في فريق كاستيا، تم إعارته إلى لوغرونيس في الدرجة الأولى.
في عام 1991، وقع ألبرت عقدًا دائمًا مع نادي أوساسونا، وهو أيضًا في الدرجة الأولى. بعد تسجيله أفضل سبعة أهداف في مسيرته خلال موسم 1992-1993، انتقل إلى نادي ليدا في نفس الفئة، حيث عانى من الهبوط في موسمه الأول وعانى بعد ذلك من الإصابات.
في يناير 1997، وبعد غياب دام أكثر من عام، انضم ألبرت إلى نادي غافا في دوري الدرجة الثانية "ب". ثم انتقل إلى نادي بارباسترو في دوري الدرجة الثالثة خلال الصيف، قبل أن يعود إلى دوري الدرجة الثالثة مع نادي كالاهورا عام 1998.
في عام 2000، عاد ألبرت إلى مدينة لوغرونيو بعد الموافقة على عقد مع نادي لا ريوخا الترفيهي الرياضي. واعتزل اللعب في العام التالي عن عمر يناهز 31 عاما فقط، بعد مساعدة الفريق في الصعود إلى الدرجة الرابعة.

## مهنة التدريب
بعد اعتزاله، عمل ألبرت مدربًا للشباب في نادي كوميلاس ونادي أوساسونا السابق قبل تعيينه مديرًا فنيًا لنادي لوغرونيس في الدرجة الرابعة في 13 فبراير 2019. غادر الفريق في مايو 2021، بعد تحقيق ترقيتين متتاليتين (إلى الدرجة الثانية ب في عام 2020 وإلى الدرجة الثالثة التي تم إنشاؤها حديثًا والتي تسمى الدرجة الأولى للاتحاد الإسباني لكرة القدم في عام 2021).
في 27 ديسمبر 2021، تولى ألبرت مسؤولية فريق لوغرونييس الاحتياطي في دوري الدرجة الثانية الإسباني. في 3 أبريل التالي، حل محل مير على رأس الفريق الرئيسي.

## روابط خارجية
- ألبرت أغيلا على BDFutbol
- ألبرت أغيلا manager profile على BDFutbol